# Heinrich Mauersberger
Max Heinrich Mauersberger (né le 11 février 1909 à Neukirchen/Pleiße, mort le 16 février 1982 à Bestensee) est un  un ingénieur et inventeur allemand dans l'industrie textile. Entre 1946 et 1949, il met au point le procédé de couture Malimo.

## Biographie
De 1919 à 1925, il est élève de la Realschule de Crimmitschau. Après avoir terminé avec succès son apprentissage de teinturier, il fréquente l'école de tissage de Crimmitschau et l'Académie de technologie de Chemnitz, où il obtient son diplôme de technicien de teinture en 1931. En 1933, il épouse Elsbeth Winterling, la fille d'un maître serrurier, à Crimmitschau. À partir de 1934, il travaille comme chimiste coloriste à la ganterie C.A. Kühnert AG à Göppersdorf près de Burgstädt, poursuit sa formation technique en autodidacte et fait ses premières inventions à l'époque. De 1941 à la fin de la Seconde Guerre mondiale, il sert dans la Wehrmacht puis est prisonnier.
De 1946 à 1949, il met au point dans son garage le procédé de couture Malimo (brevet DDR n°8194, date de dépôt le 3 février 1949 ; brevet US n°2890579, le 16 juin 1959). La production en série des machines Malimo débute en 1957 à Karl-Marx-Stadt. Malimo révolutionne l'industrie textile en Allemagne de l'Est et est produit en grande quantité. Les produits Malimo se retrouvent dans presque tous les ménages de la RDA. Les produits typiques sont les serviettes et les rideaux.
Les méthodes modifiées étaient Maliwatt, Malipol et Malivlies.
Heinrich Mauersberger reçoit le Prix national de la République démocratique allemande en 1954 pour son invention en RDA, en 1963 le titre honorifique "Héros du travail" et en 1964 la Bannière du Travail. À Limbach-Oberfrohna, il est citoyen d'honneur de la ville en 1963 et une rue porte son nom. Heinrich Mauersberger est aussi honoré à l'étranger pour son invention. Le 29 novembre 1979, il est nommé membre honoraire du Textile Institute à Manchester. Cet honneur fut décerné à un Allemand avant lui : Paul Theodor Schlack, l'inventeur du Perlon en 1963.
Malgré une forte pression, Heinrich Mauersberger ne rejoint pas le SED. En conséquence, son adhésion à la Kammer der Technik est résiliée et il lui est interdit de prendre la parole lors de conférences spécialisées. Il proteste vigoureusement. Il est alors mis en congé. Il est emmené au service psychiatrique de Waldheim pendant trois mois et perd son poste de directeur de l'Institut Malimo. Il s'installe ensuite à Berlin, achète une propriété à Bestesee en 1967 et n'a plus de revenus propres. Les revenus de la licence Malimo ne lui sont pas versés. En 1969, des collègues ouest-allemands lancent un appel à la solidarité dans une revue professionnelle. Mauersberger reçoit ensuite une pension honorifique du Conseil des ministres de la RDA. Le montant des droits de licence perçus par la RDA n'a pas pu être déterminé, même après 1990.
Après la mort de sa femme en 1972, Mauersberger épouse Lisa Messerschmidt en 1976.